# Phragmonaevia caulincola
Phragmonaevia caulincola är en lavart som först beskrevs av Ludwig David von Schweinitz, och fick sitt nu gällande namn av Pier Andrea Saccardo 1889. Phragmonaevia caulincola ingår i släktet Phragmonaevia, ordningen disksvampar, klassen Leotiomycetes, divisionen sporsäcksvampar och riket svampar.   Inga underarter finns listade i Catalogue of Life.